# Västerlandet (öster om Porkala, Kyrkslätt)
För andra betydelser, se Västerlandet (olika betydelser).
Västerlandet är en ö i Finland. Den ligger i Finska viken och i kommunen Kyrkslätt i den ekonomiska regionen  Helsingfors i landskapet Nyland, i den södra delen av landet. Ön ligger omkring 31 kilometer sydväst om Helsingfors. Västerlandet ingår i Små Mickelskären.
Öns area är 2,1 hektar och dess största längd är 260 meter i sydväst-nordöstlig riktning.